# ماتیاس-ماری دووال
ماتیاس-ماری دووال (فرانسوی: Mathias-Marie Duval‎؛ ‏ ۷ فوریهٔ ۱۸۴۴ – ۱ مارس ۱۹۰۷) کالبدشناس و بافت‌شناس اهل فرانسه بود. پسرش ژوزف دووال-ژوو گیاه‌شناس فرانسوی بود.
وی مدیر آزمایشگاه انسان‌شناسی مدرسه عملی پژوهش‌های عالی و استاد کالبدشناسی مدرسه عالی ملی هنرهای زیبا بود. او در سال۱۸۸۵ کرسی استادی بافت‌شناسی را در دانشگاه پاریس به دست آورد و جانشین شارل-فیلیپ روبن شد. وی از سال ۱۸۹۲ عضو فرهنگستان ملی پزشکی شد و همچنین یکی از اعضای انجمن جهانی تاریخ پزشکی بود. او به همراه والتر شیلر جسم شیلر-دووال را در نوعی سرطان اندودرمی توصیف کرد.